# Лакский район
Ла́кский райо́н (лак. Лакку билаят) — административно-территориальная единица и муниципальное образование (муниципальный район) в составе Дагестана Российской Федерации.
Административный центр — село Кумух.

## География
Район расположен на юге современного Дагестана, в центральной части горного Дагестана. Граничит на севере с Левашинским, на востоке — с Акушинским, на юго-востоке — с Кулинским, на юге — с Рутульским, на западе — с Чародинским, на северо-западе — с Гунибским районами Дагестана. Помимо этого, к району относятся ряд равнинных анклавов на территории Бабаюртовского района.
Климат умеренно континентальный.
Главная водная артерия — река Казикумухское Койсу. Южный хребет, Дюльтыдаг, является одним из самых высоких в пределах дагестанской части Кавказских гор (высшие точки — г. Дюльтыдаг на границе с Гунибским районом, 4127 м, и г. Балиул на границе с Рутульским районом, 4007 м).
Расстояние до Махачкалы — 176 км.
Район богат полезными ископаемыми — глина, каменный уголь, горный хрусталь, фтор, сернистое железо и т. д. Почва в районе каменистая.

## История
В общей сложности в Лакском районе имеется 114 памятников истории. В Кумухе имеется знаменитая Джума-мечеть, построенная в VIII в. Территория современного Лакского района с VIII века была в составе Шамхальства, а с XVII века Казикумухского ханства, объединявшее кроме лакцев, кюринских лезгин, отдельные села андалалских аварцев и буркунских даргинцев, завоёванно в 1820 году Российской империей. В 1860 году, через год после завоевания Дагестана, ликвидировано, и в виде округа вошло в состав империи. В XVIII — начале XIX века центр района Кумух выдвинулся как один из крупных торгово-экономических центров горного Дагестана.
В 1859 году ханство было преобразовано в Казикумухский округ Дагестанской области, с 1922 года — Лакский округ, поделённый в 1935 году на Лакский и Кулинский районы, в составе Дагестанской АССР.
В 1930-е годы в районе были созданы райпромкомбинат, швейно-трикотажная артель, сапожная артель, мебельная артель, суконно-ткацкая артель. На реке Казикумухское Койсу было построено 7 малых гидроэлектростанций (Кумухская, Унчукатлинская, Багиклинская, Кубинская, Хунинская, Кукнинская, Куминская). Во многих селах появились школы. В Кумухе было открыто педагогическое училище. Окончив среднюю школу в районе, лакцы стали уезжать в города за получением специального образования и становились высококлассными специалистами. В 1944 году часть лакцев была принудительно переселена на равнину, на земли депортированных чеченцев-аккинцев, где их поселения составили Новолакский район.
Среди учителей, стоявших у истоков образования, становления и развития района, можно назвать А. М. Дандамаева, Э. И. Гаджиева и других. Среди выпускников школ Лакского района есть Герои Советского Союза — Р. Б. Сулейманов и Я. М-А. Бавасулейманов. Также есть выдающиеся учёные: А. Д. Аммаев (лауреат Ленинской премии по атомной технологии в 1963 году), М. А. Дандамаев (член-корреспондент РАН, лауреат Государственной премии по истории), О. Омаров (первый кавалер ордена Ленина) и другие профессора и доктора наук.

## Население
| \| 1926[3] \| 1939[4] \| 1959[5] \| 1970[5] \| 1979[5] \| 1989[5] \| 2002[6] \| 2009[7] \| 2010[8] \| \| -------- \| -------- \| -------- \| -------- \| -------- \| -------- \| -------- \| -------- \| -------- \| \| 42 280 \| ↘25 562 \| ↘15 183 \| ↘12 520 \| ↘11 301 \| ↘8619 \| ↗12 382 \| ↘12 064 \| ↗12 161 \| \| 2011[9] \| 2012[10] \| 2013[11] \| 2014[12] \| 2015[13] \| 2016[14] \| 2017[15] \| 2018[16] \| 2019[17] \| \| ↘12 051 \| ↘12 049 \| ↘11 965 \| ↗12 038 \| ↘11 984 \| ↘11 964 \| ↘11 892 \| ↘11 841 \| ↘11 792 \| \| 2020[18] \| 2021[19] \| 2023[20] \| 2024[21] \| 2025[2] \| \| \| \| \| \| ↗11 805 \| ↗12 036 \| ↗12 132 \| ↗12 177 \| ↘12 132 \| \| \| \| \| 10 000 20 000 30 000 40 000 50 000 1959 2009 2014 2019 2025 |         |         |         |         |         |         |         |         |
| 1926 | 1939    | 1959    | 1970    | 1979    | 1989    | 2002    | 2009    | 2010    |
| 42 280 | ↘25 562 | ↘15 183 | ↘12 520 | ↘11 301 | ↘8619   | ↗12 382 | ↘12 064 | ↗12 161 |
| 2011 | 2012    | 2013    | 2014    | 2015    | 2016    | 2017    | 2018    | 2019    |
| ↘12 051 | ↘12 049 | ↘11 965 | ↗12 038 | ↘11 984 | ↘11 964 | ↘11 892 | ↘11 841 | ↘11 792 |
| 2020 | 2021    | 2023    | 2024    | 2025    |         |         |         |         |
| ↗11 805 | ↗12 036 | ↗12 132 | ↗12 177 | ↘12 132 |         |         |         |         |

Согласно прогнозу Минэкономразвития России, численность населения будет составлять:
- 2024 — 11,19 тыс. чел.
- 2035 — 10,25 тыс. чел.

### Национальный состав
В Лакском районе, наряду с Кулинским и Новолакским, большинство населения составляют лакцы (около 96 %).
Национальный состав населения по данным Всероссийской переписи населения 2010 года:
| Народ    | Численность, чел. | Доля от всего населения, % |
| -------- | ----------------- | -------------------------- |
| лакцы    | 11 580            | 95,2 %                     |
| даргинцы | 246               | 2,0 %                      |
| аварцы   | 137               | 1,1 %                      |
| другие   | 198               | 1,6 %                      |
| всего    | 12 161            | 100 %                      |

По данным Всероссийской переписи населения 2020—2021 года :
| Народ    | Численность, чел. | Доля от всего населения, % |
| -------- | ----------------- | -------------------------- |
| лакцы    | 11 449            | 95,12 %                    |
| даргинцы | 126               | 1,04 %                     |
| другие   | 461               | 3,83 %                     |
| всего    | 12 036            | 100,00 %                   |

## Территориальное устройство
Лакский район в рамках административно-территориального устройства включает сельсоветы и сёла.
В рамках организации местного самоуправления в одноимённый муниципальный район входят 19 муниципальных образований со статусом сельского поселения, которые соответствуют сельсоветам и сёлам.
| №  | Сельское поселение       | Административный центр | Количество населённых пунктов | Население (чел.) | Площадь (км²) |
| -- | ------------------------ | ---------------------- | ----------------------------- | ---------------- | ------------- |
| 1  | Буршинский сельсовет     | село Бурши             | 2                             | ↗296             | 7,67          |
| 2  | Камахальский сельсовет   | село Камахал           | 3                             | ↘306             | 2,55          |
| 3  | село Кара                | село Кара              | 1                             | ↘440             | 5,63          |
| 4  | Карашинский сельсовет    | село Караша            | 3                             | ↗441             | 3,17          |
| 5  | Кубинский сельсовет      | село Куба              | 2                             | ↘909             | 5,71          |
| 6  | Кубринский сельсовет     | село Кубра             | 2                             | ↗204             | 3,63          |
| 7  | Кулушацский сельсовет    | село Кулушац           | 4                             | ↘397             | 9,21          |
| 8  | Куминский сельсовет      | село Кума              | 2                             | ↘500             | 4,40          |
| 9  | Кумухский сельсовет      | село Кумух             | 3                             | ↘2431            | 11,45         |
| 10 | Кундынский сельсовет     | село Кунды             | 3                             | ↘1004            | 5,76          |
| 11 | Курклинский сельсовет    | село Куркли            | 2                             | ↗696             | 6,73          |
| 12 | Унчукатлинский сельсовет | село Унчукатль         | 3                             | ↗879             | 7,06          |
| 13 | Уринский сельсовет       | село Ури               | 2                             | ↗346             | 2,93          |
| 14 | село Хулисма             | село Хулисма           | 1                             | ↗354             | 8,50          |
| 15 | Хунинский сельсовет      | село Хуна              | 7                             | ↗466             | 6,90          |
| 16 | Хуринский сельсовет      | село Хури              | 4                             | ↘592             | 10,27         |
| 17 | Хурхинский сельсовет     | село Хурхи             | 2                             | ↘663             | 4,70          |
| 18 | село Шара                | село Шара              | 1                             | ↘551             | 2,59          |
| 19 | Шовкринский сельсовет    | село Шовкра            | 3                             | →694             | 7,36          |

## Населённые пункты
В районе 50 сельских населённых пунктов:
| №  | Населённый пункт | Тип  | Население | Сельское поселение       |
| -- | ---------------- | ---- | --------- | ------------------------ |
| 1  | Арусси           | село | ↘135      | Карашинский сельсовет    |
| 2  | Арцалу           | село | ↘102      | Буршинский сельсовет     |
| 3  | Багикла          | село | ↗88       | Куминский сельсовет      |
| 4  | Баласма          | село | ↗341      | Унчукатлинский сельсовет |
| 5  | Бурши            | село | ↘182      | Буршинский сельсовет     |
| 6  | Вираты           | село | ↘26       | Хунинский сельсовет      |
| 7  | Говкра           | село | ↗84       | Шовкринский сельсовет    |
| 8  | Гуйми            | село | ↘62       | Карашинский сельсовет    |
| 9  | Гущи             | село | ↘62       | Кубринский сельсовет     |
| 10 | Дилчу            | село | ↗2        | Кумухский сельсовет      |
| 11 | Иниша            | село | ↗133      | Хунинский сельсовет      |
| 12 | Камахал          | село | ↗54       | Камахальский сельсовет   |
| 13 | Камаша           | село | ↗36       | Унчукатлинский сельсовет |
| 14 | Кара             | село | ↘431      | село Кара                |
| 15 | Караша           | село | ↗245      | Карашинский сельсовет    |
| 16 | Куба             | село | ↘437      | Кубинский сельсовет      |
| 17 | Кубра            | село | ↘148      | Кубринский сельсовет     |
| 18 | Кукни            | село | ↗95       | Хуринский сельсовет      |
| 19 | Кулушац          | село | ↗116      | Кулушацский сельсовет    |
| 20 | Кума             | село | ↘421      | Куминский сельсовет      |
| 21 | Кумух            | село | ↗2284     | Кумухский сельсовет      |
| 22 | Кундах           | село | ↗47       | Хурхинский сельсовет     |
| 23 | Кунды            | село | ↘804      | Кундынский сельсовет     |
| 24 | Куркли           | село | ↗487      | Курклинский сельсовет    |
| 25 | Курла            | село | ↘28       | Хунинский сельсовет      |
| 26 | Лахир            | село | ↘19       | Хунинский сельсовет      |
| 27 | Лугувалу         | село | ↘3        | Кулушацский сельсовет    |
| 28 | Мукар            | село | ↘173      | Уринский сельсовет       |
| 29 | Палисма          | село | ↗15       | Камахальский сельсовет   |
| 30 | Сангар           | село | ↗235      | Камахальский сельсовет   |
| 31 | Тулизма          | село | ↗93       | Шовкринский сельсовет    |
| 32 | Турзин           | село | ↗455      | Кубинский сельсовет      |
| 33 | Турци            | село | ↗51       | Хунинский сельсовет      |
| 34 | Убра             | село | ↗52       | Кумухский сельсовет      |
| 35 | Унчукатль        | село | ↗501      | Унчукатлинский сельсовет |
| 36 | Ури              | село | ↗172      | Уринский сельсовет       |
| 37 | Харазма          | село | ↗127      | Кундынский сельсовет     |
| 38 | Хулисма          | село | ↘331      | село Хулисма             |
| 39 | Хуна             | село | ↘174      | Хунинский сельсовет      |
| 40 | Хури             | село | ↘223      | Хуринский сельсовет      |
| 41 | Хурукра          | село | ↗263      | Хуринский сельсовет      |
| 42 | Хурхи            | село | ↘615      | Хурхинский сельсовет     |
| 43 | Хуты             | село | ↘13       | Хуринский сельсовет      |
| 44 | Читур            | село | ↘77       | Кулушацский сельсовет    |
| 45 | Чукна            | село | ↗183      | Курклинский сельсовет    |
| 46 | Чуртах           | село | ↗214      | Кулушацский сельсовет    |
| 47 | Шара             | село | ↘546      | село Шара                |
| 48 | Шахува           | село | ↗82       | Кундынский сельсовет     |
| 49 | Шовкра           | село | ↘503      | Шовкринский сельсовет    |
| 50 | Шуни             | село | ↘29       | Хунинский сельсовет      |

Кутаны
Сёла Арусси, Арцалу, Баласма, Лугувалу, Сангар, Турзин, Харазма являются отдалёнными равнинными анклавами на территории равнинного Бабаюртовского района, а также Дилчу — на территории равнинного Кумторкалинского района.
Без официального статуса населённого пункта также имеются прикутанные хозяйства Лакского района Асаул, Львовский № 4, Львовский № 9, Львовский № 10, Львовский № 13, Рамазан-кутан, Тугай-кутан, Тушмановка, Хумаул на территории Бабаюртовского района.

### Упразднённые населённые пункты
Арчутта, Ахар, Буртни, Бухцанахи, Варай, Гаркассун, Дучи, Кихарчи, Курхи, Марки, Ницовкра, Тухчар, Сундараги, Халаки, Ханар, Чаравали, Чаях, Шушия.

## Инфраструктура
В 2008 г. в районе было зарегистрировано 28 сельскохозяйственных организаций, 148 фермерских хозяйств, 3129 подсобных хозяйств.
В районе функционируют 33 школы, где обучается 1369 учащихся. Обучением занимается 389 педагогов, среди них 29 заслуженных учителей школ РД, почётных работников общего образования РФ, отличников просвещения и т. д. Около 85 % школ имеют современные оборудованные кабинеты по химии, биологии, физике и географии.
Три школы стали победителями национального проекта «Образование» — это Кумухский многопрофильный лицей, Кумухская средняя школа и Унчукатлинская средняя школа. Шесть учителей стали обладателями президентского гранта в размере 100 тысяч рублей: Б. М-А. Будайчиев (Кумухская СОШ), Я. М. Гамзаев (Щаринская СОШ), М. М. Рамазанов (Хурхинская СОШ), Н. М. Кушиева (Унчукатлинская СОШ), А. Ю. Айгунова (Кумухская СОШ) и А. Г. Гуйдалаев (Кундынская СОШ). Педагогический коллектив Лакского района продолжает славные традиции обучения и воспитания лакцев и работает успешно.
Районная газета «Утренняя заря» на лакском языке (лак. «Хяхха Баргъ») издаётся в Кумухе.

### Комментарии
Комментарии
1. ↑  авар. Лак мухъ, агул. Лак район, азерб. Lak rayonu, дарг. Лакла къатI, кум. Лак якъ, лак. Лакрал кIану, лезг. Лак район, ног. Лак район, рут. Лак район, таб. Лак район, татск. Лак район, цахур. Лак район, чечен. Лакийн кIошт.
2. ↑  Согласно конституции Дагестана, государственными языками на территории республики являются — русский, аварский, агульский, азербайджанский, даргинский, кумыкский, лакский, лезгинский, ногайский, рутульский, табасаранский, татский, цахурский и чеченский языки.